# Jane Stewart (femme politique)
Pour les articles homonymes, voir Jane Stewart et Stewart.
Jane Stewart, née le 25 avril 1955 à Brantford en Ontario, est une femme politique canadienne. Elle était ministre des ressources humaines de 1999 à 2003. Elle a intégré le International Labour Organization en mai 2004. Aujourd’hui elle est la représentante et directrice de cette organisation pour les Nations unies.
Stewart a été la première élue au parlement en 1993. Proche amie du premier ministre Jean Chrétien, elle a rapidement accédé au poste haut placé de ministre du revenu national pour ensuite devenir Ministre des affaires indiennes. En 1999, elle change de ministère en entrant au département des ressources humaines. Stewart était connue pour avoir des ambitions de direction et elle était fortement soutenue par Chrétien.
Elle est mêlée à une controverse de dépenses excessives d'un milliard de dollars.